# Adam Parr

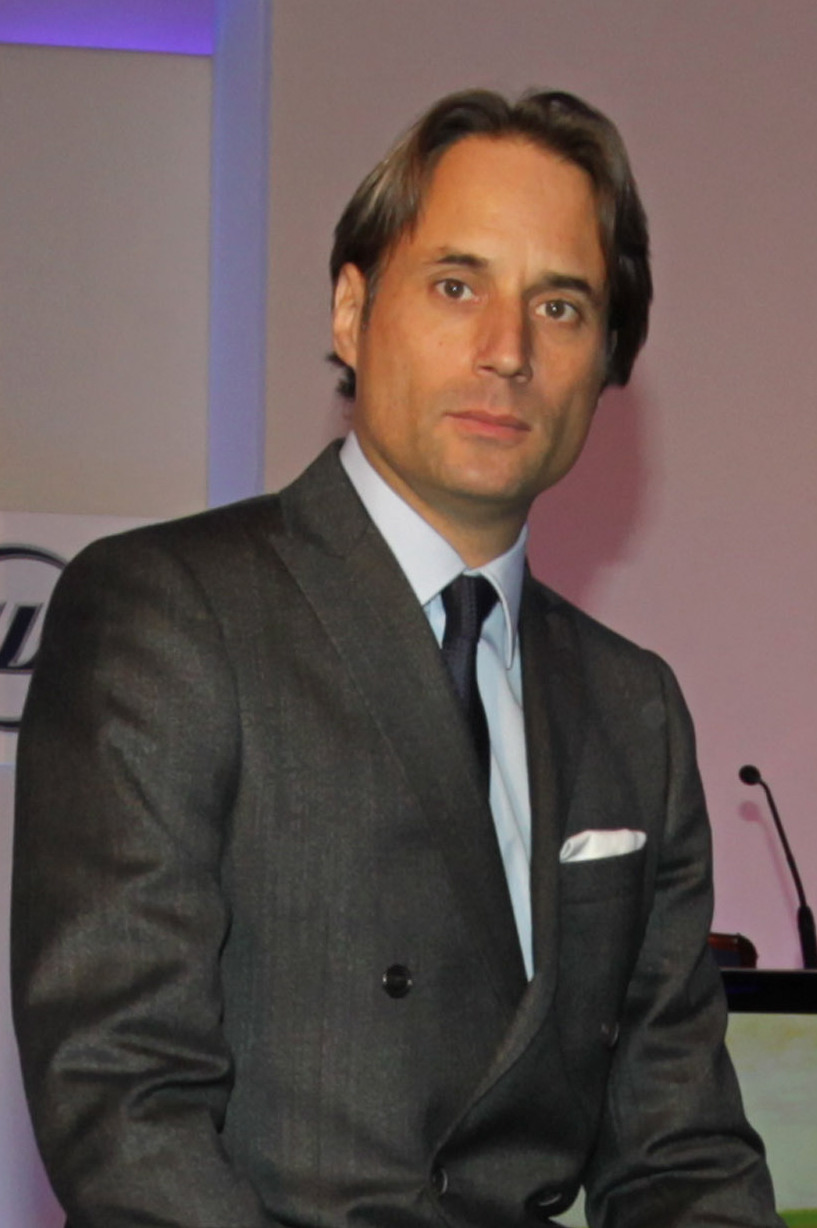
Adam Parr em 2011.

Adam Parr (26 de maio de 1965) é um empresário britânico conhecido por seu trabalho pioneiro nos campos da Fórmula 1 e do investimento em ONGs. Ele é o ex-diretor executivo e presidente da Williams Grand Prix Holdings PLC, de novembro de 2006 até 30 de março de 2012.